# Imaginárius egység

Az i imaginárius egység és hatványai (i, -1, -i, 1) a komplex számsíkon. A valós számok a vízszintes, a tisztán képzetes számok a függőleges tengelyen találhatók

A matematikában az imaginárius egység (vagy képzetes egység) egy olyan komplex szám, melynek négyzete −1. Leggyakrabban i, j vagy az ι (ióta) betűvel jelölik. Az imaginárius egység bevezetésével a valós számok halmaza ({\displaystyle \mathbb {R} }) kiterjeszthető a komplex számok halmazára ({\displaystyle \mathbb {C} }). A pontos meghatározás a kiterjesztés módjától függ.

## Meghatározás
A képzetes egység az alábbi másodfokú egyenlet egyik megoldásaként definiálható:
x2 + 1 = 0, vagy másképpen x2 = −1.
Ez az egyenlet a valós számok halmazán nem oldható meg, mert nincs olyan valós szám, aminek a négyzete negatív lenne. Alkothatunk azonban egy új, a valós számokon kívül álló számot, melynek meghatározó tulajdonsága, hogy kielégíti a fenti egyenletet. Az, hogy ez a mesterségesen megalkotott szám létezik-e vagy sem, nem matematikai, hanem filozófiai kérdés. Matematikai szempontból éppen annyira jól definiált fogalom, mint más számok.
A képzetes egységre a valós számoknál megszokott műveleteket is kiterjeszthetjük. Ennek módja, hogy i-t ismeretlen matematikai objektumként kezeljük. Az egyetlen átalakítás, amit megtehetünk vele kapcsolatban az, hogy alkalmazzuk a meghatározást (0 = x2 + 1), és i 2 helyett −1-et írunk. Ezt az elvet követve megállapítható, hogy i magasabb egész kitevős hatványai −i, 1 és i:
i 3 = i 2 ⋅ i = −i,
i 4 = i 3 ⋅ i = −i ⋅ i = −1 ⋅ −1 = 1

## iés−i
A {\displaystyle x^{2}=-1\,\!} egyenletnek i bevezetése után 2 elkülönülő megoldása is van, amelyek egyenlően érvényesek, és történetesen az ellentettjei és reciprokai egymásnak. Pontosabban, ha egyszer az egyenlet i megoldása adott (i definíciója alapján), akkor a −i (ami nem egyenlő i-vel) is egy megoldás. Miután az egyenletet használtuk i meghatározására, úgy tűnhet, hogy az egyenlet gyökei bizonytalanok (avagy nem jól definiáltak). Azonban nincs kétértelműség, amíg a megoldások egyike ki van nevezve „pozitív i”-nek. Ez azért van, mert habár i és −i mennyiségileg nem egyenlőek (ellentettjei egymásnak), a valós számok felől közelítve minőségileg azonosak: Mindkét imaginárius szám ugyanúgy lehet az a szám, amelynek a négyzete −1. Ha minden imaginárius vagy komplex számra vonatkozó tankönyvben és publikált irodalomban a −i-t +i-re cserélnénk (és ugyanúgy minden +i-t −i-re), minden tény és elmélet ugyanúgy érvényes maradna. Az {\displaystyle x^{2}+1=0\,\!} két {\displaystyle x\,\!} gyöke közül egyik sem mondható előbbvalónak a másiknál.
Precízebben fogalmazva bár a komplex számok halmaza {\displaystyle \mathbb {R} [X]/(x^{2}+1)\,\!}-ként meghatározva egyedi az izomorfizmus szintjén (azaz minden lehetséges ilyen struktúra izomorf egymással), abban az értelemben nem egyedi, hogy pontosan 2 halmaz automorfizmusa van {\displaystyle \mathbb {R} [X]/(x^{2}+1)\,\!}-nek, az azonosság x −x-be történő autormorfikus megváltoztatásával. (Ezek nem {\displaystyle \mathbb {C} } kizárólagos automorfikus csoportjai, hanem csak azok, melyek megtartják mindegyik valós számot állandóként.)
Egy hasonló probléma merül fel, ha a komplex számokat 2 × 2-es valós mátrixokként definiáljuk, mert akkor mindkét
{\displaystyle x={\begin{bmatrix}0&-1\\1&0\\\end{bmatrix}}}
és
{\displaystyle x={\begin{bmatrix}0&1\\-1&0\\\end{bmatrix}}}
megoldása az :{\displaystyle x^{2}={\begin{bmatrix}-1&0\\0&-1\\\end{bmatrix}}}
mátrixegyenletnek.
Ebben az esetben a bizonytalanság abból származik, hogy melyik a „pozitív” körforgás „iránya” az egységkörben. Úgy lehetne pontosabban mondani, hogy a speciális ortogonális csoport automorf csoportja SO (2, R) pontosan 2 elemet tartalmaz – az egyenlőséget egy automorfizmus váltja át az órajárással megegyező irányból órajárással ellentétes iránnyá.
Ezek a felszíni kellemetlenségek elkerülhetők a komplex szám más definícióinak használatával. Például a rendezett páron alapuló definíció esetén az imaginárius egység a (0; 1) párnak felel meg.

## Pontos használat
Az imaginárius egység néha {\displaystyle {\sqrt {-1}}}-ként is megtalálható magasabb szintű matematikai szövegkörnyezetben, valamint laikusoknak szóló népszerű szövegekben is; azonban ez megtévesztő lehet. A négyzetgyökjelet általában csak a valós {\displaystyle x\geq 0\,\!} számokra szokás értelmezni, esetleg komplex számoknál az elsődleges komplex négyzetgyököt lehet jelölni vele. Ha a valós számok halmazából ismert gyökvonási azonosságokat próbáljuk alkalmazni a komplex számok elsődleges gyökvonási műveletére, akkor hibás eredményeket kaphatunk:
{\displaystyle -1=i*i={\sqrt {-1}}{\sqrt {-1}}={\sqrt {-1\cdot -1}}={\sqrt {1}}=1}. (hibás)
A
{\displaystyle {\sqrt {a}}{\sqrt {b}}={\sqrt {ab}}}
azonosság csak a és b nem negatív valós értékeinél áll fenn.
Hogy elkerüljük az ilyen hibákat, miközben manipuláljuk a komplex számokat, egy lehetséges megoldás, hogy sose használjunk negatív számot a gyökjel alatt. Például {\displaystyle {\sqrt {-7}}} helyett célszerűbb {\displaystyle i{\sqrt {7}}}-t írni.

## Az imaginárius egység négyzetgyöke
Azt hihetnénk, hogy kénytelenek vagyunk kitalálni egy újabb adag imaginárius számot, hogy kifejezhessük i négyzetgyökét. Azonban ez nem szükséges, mert kifejezhető mint két komplex szám egyike:
{\displaystyle \pm {\sqrt {i}}=\pm {\frac {\sqrt {2}}{2}}(1+i)}, amennyiben {\displaystyle ({\sqrt {C}})^{2}=i}
Ez levezethető Euler formulájából:
{\displaystyle i=\cos(\pi /2)+i\sin(\pi /2)\,}
és
{\displaystyle e^{ix}=\cos(x)+i\sin(x)\,}
ezért
{\displaystyle e^{i(\pi /2)}=i\,\!}
négyzetgyököt vonva mindkét oldalból:
{\displaystyle e^{i(\pi /4)}=i^{1/2}\,\!}
ha x = π/4 in cos(x), akkor
{\displaystyle {\begin{aligned}\pm {\sqrt {i}}&=\cos(\pi /4)+i\sin(\pi /4)\\&={\frac {1}{\pm {\sqrt {2}}}}+{\frac {i}{\pm {\sqrt {2}}}}\\&={\frac {1+i}{\pm {\sqrt {2}}}}\\&={\frac {\pm {\sqrt {2}}(1+i)}{2}}\\&=\pm {\frac {\sqrt {2}}{2}}(1+i).\\\end{aligned}}}
Ennek helyességét a következőkből tudhatjuk:
| {\displaystyle \left(\pm {\frac {\sqrt {2}}{2}}(1+i)\right)^{2}\ } | {\displaystyle =\left(\pm {\frac {\sqrt {2}}{2}}\right)^{2}(1+i)^{2}\ }   |
|                                                                    | {\displaystyle ={\frac {1}{2}}(1+i)(1+i)\ }                               |
|                                                                    | {\displaystyle ={\frac {1}{2}}(1+2i+i^{2})\quad \quad \quad (i^{2}=-1)\ } |
|                                                                    | {\displaystyle ={\frac {1}{2}}(1+2i-1)\ }                                 |
|                                                                    | {\displaystyle ={\frac {1}{2}}(2i)\ }                                     |
|                                                                    | {\displaystyle =i.\ }                                                     |

## Köbgyöke
Az i köbgyökei:
{\displaystyle -i,}
{\displaystyle +{\frac {\sqrt {3}}{2}}+{\frac {i}{2}},}
{\displaystyle -{\frac {\sqrt {3}}{2}}+{\frac {i}{2}}.}
A többi egységgyökhöz hasonlóan egy egységkörbe írt szabályos sokszög csúcsain helyezkednek el.

## ireciproka
i reciproka könnyedén kifejezhető:
{\displaystyle {\frac {1}{i}}={\frac {1}{i}}\cdot {\frac {i}{i}}={\frac {i}{i^{2}}}={\frac {i}{-1}}=-i}
Használva az azonosságot, hogy általánosítsuk az osztást minden i komplex számra:
{\displaystyle {\frac {a+bi}{i}}=-i\,(a+bi)=-ai-bi^{2}=b-ai}

## ihatványai
i hatványai egy körben ismétlődnek:
{\displaystyle \ldots }
{\displaystyle i^{-3}=i\,}
{\displaystyle i^{-2}=-1\,}
{\displaystyle i^{-1}=-i\,}
{\displaystyle i^{0}=1\,}
{\displaystyle i^{1}=i\,}
{\displaystyle i^{2}=-1\,}
{\displaystyle i^{3}=-i\,}
{\displaystyle i^{4}=1\,}
{\displaystyle i^{5}=i\,}
{\displaystyle i^{6}=-1\,}
{\displaystyle \ldots }
Ezt a következő sorozattal fejezhetjük ki, ahol n egész szám:
{\displaystyle i^{4n}=1\,}
{\displaystyle i^{4n+1}=i\,}
{\displaystyle i^{4n+2}=-1\,}
{\displaystyle i^{4n+3}=-i.\,}
Ebből következik, hogy:
{\displaystyle i^{n}=i^{n{\bmod {4}}}\,}
ahol mod a modulus művelet.

## iés Euler képlete
Euler képlete a következő:
{\displaystyle e^{ix}=\cos(x)+i\sin(x)\,} ,
ahol x egy valós szám. A függvény analitikusan kiterjeszthető komplex x-re is.
Az x = π helyettesítés a következőt eredményezi:
{\displaystyle e^{i\pi }=\cos(\pi )+i\sin(\pi )=-1+i0\,}
és meg is kapjuk az elegáns Euler-azonosságot:
{\displaystyle e^{i\pi }+1=0.\,}
Ez a rendkívül egyszerű egyenlet összekapcsol öt alapvető matematikai mennyiséget (0, 1, π, e és i) az összeadás, szorzás és hatványozás egyszerű műveletével.

### Példa
x = π/2 − 2Nπ helyettesítése, ahol N egy tetszőleges egész szám, a következőt adja:
{\displaystyle e^{i(\pi /2-2N\pi )}=i.\,}
vagy, mindkettőt i hatványra emelve:
{\displaystyle e^{ii(\pi /2-2N\pi )}=i^{i}\,}
vagy
{\displaystyle e^{-(\pi /2-2N\pi )}=i^{i}\,},
ami megmutatja, hogy ii-nek végtelen számú előállítása van az alábbi formában:
{\displaystyle i^{i}=e^{-\pi /2+2\pi N}\,}
ahol N akármelyik egész szám. Az igazi érték, habár igazi, nem az egyedüli: ennek az az oka, hogy a komplex logaritmus többértékű képlet.

## Műveleteki-vel

### Alapműveletek
Az i-vel való szorzás a pozitív irányú 90 fokos forgatásnak felel meg:
{\displaystyle i\,(a+bi)=ai+bi^{2}=-b+ai.}
Az i-vel való osztás ugyanazt az eredményt adja, mint a reciprokkal való szorzás:
{\displaystyle {\frac {1}{i}}={\frac {1}{i}}\cdot {\frac {i}{i}}={\frac {i}{i^{2}}}={\frac {i}{-1}}=-i.}
Ezzel az i-vel való osztás eredménye:
{\displaystyle {\frac {a+bi}{i}}=-i\,(a+bi)=-ai-bi^{2}=b-ai.}
vagyis megfelel egy negatív irányú 90 fokos forgatásnak.

### További műveletek
Sok valós számmal elvégezhető művelet elvégezhető i-vel is, úgy mint a hatványozás, a gyökvonás, logaritmizálás és trigonometrikus egyenletek megoldása.
Egy szám ni-edik hatványa:
{\displaystyle \!\ x^{ni}=\cos(\ln(x^{n}))+i\sin(\ln(x^{n}))}.
Egy szám ni-edik gyöke:
{\displaystyle \!\ {\sqrt[{ni}]{x}}=\cos(\ln({\sqrt[{n}]{x}}))-i\sin(\ln({\sqrt[{n}]{x}})).}
Egy szám i alapú logaritmusának főértéke:
{\displaystyle \log _{i}(x)={{2\ln(x)} \over i\pi }.}
i koszinusza egy valós szám:
{\displaystyle \cos(i)=\cosh(1)={{e+1/e} \over 2}={{e^{2}+1} \over 2e}=1{,}54308064.}
és i szinusza imaginárius:
{\displaystyle \sin(i)=\sinh(1)\,i={{e-1/e} \over 2}\,i={{e^{2}-1} \over 2e}\,i=1{,}17520119\,i.}
A faktoriális általánosítása a teljes gammafüggvény:
1 + i:
{\displaystyle i!=\Gamma (1+i)\approx 0{,}4980-0{,}1549i.}
Továbbá,
{\displaystyle |i!|={\sqrt {\pi  \over \sinh \pi }}}

### iazi-ediken
Az Euler-formulával kifejezve:
{\displaystyle i^{i}=\left(e^{i(\pi /2+2k\pi )}\right)^{i}=e^{i^{2}(\pi /2+2k\pi )}=e^{-(\pi /2+2k\pi )}}
ahol {\displaystyle k\in \mathbb {Z} } tetszőleges egész szám. Ennek főértékét k = 0 adja, ami valós szám:
e−π/2, értéke megközelítőleg 0,207879576...

## Alternatív jelölések
- Az elektronikában és a kapcsolódó területeken az imaginárius egység gyakran {\displaystyle j\,}-ként van jelölve, hogy elkerüljék az áramerősséggel való felcserélését. A Python is a j-t használja az imaginárius egység jelölésére, a Matlabban pedig az i-t és a j-t is használhatjuk.
- Különleges odafigyelést igényelnek az olyan szövegek, melyek a j-t -i-ként definiálják.
- Néhány szöveg az ι-t (iótát) használja az imaginárius egység jelölésére.